# Alan Parkhurst Merriam
Alan P. Merriam (ur. 1 listopada 1923 w Missouli, zm. 14 marca 1980 w Warszawie) – amerykański etnomuzykolog. Prekursor antropologii muzycznej. Za istotne zadanie etnomuzykologii uważał badanie muzyki w kontekście kultury. Jego najważniejszym dziełem była monografia pt. The Anthropology of Music (1964). Zginął w katastrofie lotniczej na Okęciu w 1980 roku.